# Glatt & Verkehrt
Glatt & Verkehrt es un festival de música étnica tradicional y contemporánea (música del mundo) fundado en 1997 y que se celebra anualmente en Krems, a orillas del Danubio.
El festival se celebra en estrecha colaboración con la emisora de radio ORF Ö1. El lugar de celebración es el patio cubierto del edificio principal de la cooperativa de viticultores Winzer Krems en el Kremser Sandgrube, en medio de los viñedos de Krems.
En 1997, año de la fundación del festival, se registraron algo menos de 1.000 visitantes; en 2003, el número de visitantes ya había superado los 4.000. En 2011, Glatt & Verkehrt ya era uno de los festivales de músicas del mundo más importantes de Europa Central. Durante muchos años, se han registrado más de 5.000 visitantes al año.

## Dirección
Durante muchos años, el festival estuvo bajo la dirección artística de Jo Aichinger, que fue galardonado con el Premio de Cultura de Baja Austria 2017 en la categoría música.
Desde 2018, el festival de música está dirigido por su cofundador Albert Hosp.